# Mount Charles
Mount Charles är ett berg i Antarktis. Det ligger i Östantarktis. Australien gör anspråk på området. Toppen på Mount Charles är 1 110 meter över havet.
Terrängen runt Mount Charles är platt österut, men västerut är den kuperad. Trakten är obefolkad. Det finns inga samhällen i närheten.